# مدهرایی
مدهرایی (به انگلیسی: Madhray) یک منطقهٔ مسکونی در پاکستان است که در ناحیه مندی بهاءالدین واقع شده‌است.